# Villasexmir (kommunhuvudort)
Villasexmir är en kommunhuvudort i Spanien.   Den ligger i provinsen Provincia de Valladolid och regionen Kastilien och Leon, i den centrala delen av landet, 180 km nordväst om huvudstaden Madrid. Villasexmir ligger 726 meter över havet och antalet invånare är 108.
Terrängen runt Villasexmir är huvudsakligen platt. Villasexmir ligger nere i en dal. Runt Villasexmir är det mycket glesbefolkat, med 7 invånare per kvadratkilometer. Närmaste större samhälle är Tordesillas, 16,1 km söder om Villasexmir. Trakten runt Villasexmir består till största delen av jordbruksmark.